# CERGE-EI
CERGE-EI (puni naziv: Centar za ekonomska istraživanja i poslijediplomski studij - Ekonomski institut) zajednička je akademska institucija Karlovog sveučilišta i Ekonomskog instituta Češke akademije znanosti koja provodi doktorski studij iz ekonomije po uzoru na američka sveučilišta. Naime, CERGE-EI ima permanentnu američku akreditaciju kao doktorski studij iz ekonomije, tj. studenti nakon obrane doktorske disertacije stječu titulu doktora znanosti koja je svjetski priznata. Zgrada CERGE-a nalazi se u samome povijesnome središtu grada Praga. CERGE-EI osnovan je 1991. godine.

## Vanjske poveznice
- CERGE-EI (engleski)